# SN 2008fn
SN 2008fn – supernowa typu Ib/c odkryta 4 sierpnia 2008 roku w galaktyce A162148+3703. W momencie odkrycia miała maksymalną jasność 17,10m.